# Andrzej Adamczyk
assinatura
Andrzej Mieczysław Adamczyk (Krzeszowice; 4 de Janeiro de 1959) é um político da Polónia. Ele foi eleito para a Sejm em 25 de Setembro de 2005 com 1582 votos em 13 no distrito de Cracóvia, candidato pelas listas do partido Prawo i Sprawiedliwość.